# Крис Фрум
Кристофър Клайв Фрум, OBE (на английски: Christopher Clive Froome) е британски шосеен колоездач, състезаващ се за отбора Israel Start-Up Nation. Той е един от най-успешните колоездачи в историята. Четирикратен победител в  Обиколката на Франция (2013, 2015, 2016, 2017), победител в Обиколката на Италия (2018) и Обиколката на Испания (2017). Двукратен бронзов медалист от Олимпийски игри. Бронзов медалист на световно първенство. Първият колоездач роден в Африка стъпил на подиума на състезание от гранд-тура (Обиколка на Испания 2011) и първият спечелил гранд-тур (Обиколка на Франция 2013). Първият колоездач в съвременната история спечелил Обиколките на Франция и Испания в една година (2017). Седмият колоездач в историята печелил и трите гранд-тура. 
През 2017 г. Фрум печели за първи път Обиколката на Испания, а през 2018 г. и Обиколката на Италия. С тези две победи се присъединява към елитния клуб на колоездачите, печелили и трите големи обиколки в кариерата си.
Фрум, чиито родители са британци, е роден в Кения и израства там и в Южна Африка. Състезава се за Великобритания от 2008 г. насам. През 2007 г., на 22-годишна възраст Фрум навлиза в професионалното колоездене с отбора Team Konica Minolta. След това се мести в Европа, за да продължи кариерата си, като се присъединява към отбора Barloworld. През 2010 г. се мести в Team Sky и се превръща в един от ключовите състезатели на отбора. Фрум прави пробива си като претендент за Гранд Тур на Обиколката на Испания през 2011 г., където завършва втори в генералното класиране. През 2012 г. на Обиколката на Франция, Фрум е грегар на Брадли Уигинс и печели седми етап, а в общото класиране завършва втори, след Уигинс.
Първата му многоетапна победа е през 2013 г. по време на Обиколката на Оман, последвана от победи в Критериум Интернасионал, Обиколката на Романдия, Критериум дю Дофине и Обиколката на Франция. През 2014 г. му се налага да прекъсне участието си в Обиколката на Франция след множество падания. През 2015 г. спечелва за втори път Критериум дю Дофине и Обиколката на Франция. През 2016 г. печели за трети път Обиколката на Франция и става първият човек, защитил титлата си, след 1995 г., когато я защитава Мигел Индураин. През 2017 г. спечелва за четвърти път.
Фрум е сред първите колоездачи, които използват специална елипсовидна предна плоча на велосипеда.

## Ранен живот и аматьорска кариера
Фрум е роден на 20 май 1985 г. в Найроби, Кения. Той е най-малкото от три момчета, родени от майка Джейн и баща Клайв, бивш хокеен играч. Родителите на майка му емигрират от Тетбъри, Глостършър, Англия в Кения, за да се занимават с фермерство. Двамата му по-големи братя, Джонатан и Джереми, заминават да учат в Ръгби, Уоруикшир, Англия. Когато Фрум е на 13, майка му го завежда на организирано благотворително колоездачно състезание, което печели, въпреки че майка му го събаря от велосипеда. Там той среща професионалния колоездач Давид Кинджа, който става ментор и треньор на Фрум.
След като завършва основното си образование в Найроби, Фрум се мести в Южна Африка на 14-годишна възраст, за да учи в училище Сейнт Андрюс и в колежа Сейнт Джоунс. След това учи икономика за две години в Йоханесбургския университет. В Южна Африка Фрум започва да участва в състезания по шосейно колоездене. На 22-годишна възраст навлиза в професионалното колоездене. Първоначално се специализира като катерач. Фрум се състезава за Кения в бягане по часовник на Игрите на Британската общност през 2006 г. в Мелбърн, където завършва на 17-о място, привличайки вниманието на бъдещия директор на Team Sky, Дейв Брейлсфорд. Докато се състезава за Кения на Световното първенство по шосейно колоездене през 2006 г. в категория под 23 г., Фрум се сблъсква в служител точно след старта, причинявайки падането на двамата, но без наранявания. Завършва на 36-о място. Появяването на Фрум на Световното първенство идва, след като се представя за президента на кенийската федерация по колоездене Джулиус Муанги, използвайки неговия имейл адрес, за да се запише на първенството и за да прибави малко европейски състезателен опит към биографията си, което би му помогнало да сключи договор с професионален отбор.

## Професионална кариера

### 2007 – 2010: Ранни години
През 2007 г., на 22-годишна възраст Фрум вече е професионалист с южноафриканския отбор Konica Minolta, прекъсвайки своето обучение в университета след 2 години изучаване на икономика. Състезава се от април до септември в U23 Nations Cup за Световния колоездачен център (WCC), базиран в Егъл, Швейцария. През май се състезава в първото си етапно състезание, Giro delle Regioni, спечелвайки пети етап, състезавайки се за WCC. В края на май спечелва шести етап в Обиколката на Япония, атакувайки откъснала се група в 14-ата обиколка. През юни се състезава в UCI B World Championship в Кейп Таун, завършвайки втори в бягането по часовник на 26,8 km. През юли печели бронз в шосейното състезание на All-Africa Games в град Алжир, Алжир. На 26 септември се завършва на 41-во място на Световното първенство по шосейно колоездене в Щутгарт в категория бягане по часовник, под 23 г.
Фрум влиза в британския професионален отбор Barloworld, чрез южноафриканеца Робърт Хънтър, подписвайки с тях за сезон 2008. През март завършва втори в генералното класиране на Giro del Capo в Южна Африка, 1 минута и 41 секунди след съотборника си Кристиан Пфанбергер. През март и април се състезава в Критериум Интернасионал, Гент-Вевелгем и Арденските класики. Прави първия си дебют на Гранд Тур през 2008 г., след като бива избран да се състезава от отбора на Barloworld и така ставайки първия участник от Кения. Завършва 84-ти в генералното класиране и 11-и сред класацията на младите състезатели. През октомври Фрум завършва четвърти в генералното класиране на Herald Sun Tour във Виктория, Австралия. Неговите представяния през 2008 г. привличат вниманието на британския треньор по колоездене Род Елингуърт, който вярва, че Фрум има потенциал. Фрум казва: „Въпреки че се състезавах под кенийско знаме, аз ясно заявих, че винаги съм имал британски паспорт и съм се чувствал британец. Тогава поговорихме за това да се състезавам под британско знаме и поддържахме връзка.“
Фрум завоюва първата си професионална победа през март 2009 г. във втория етап на Giro del Capo в Дурбанвил, Южна Африка, след като атакува откъснала се група с 30 km и финиширайки с 4 минути аванс. След това участва в Обиколката на Италия, в която завършва на 36-о място в генералното класирани и на 7-о в класирането за млади колоездачи. През юли печели еднодневно състезание, Anatomic Jock Race, в Южна Африка. През септември 2009 г. е обявено, че ще бъде присъединен към британския колоездачен клуб Team Sky за сезон 2010.
Фрум се състезава в Обиколката на Италия през 2010 г. В деветнадесетия етап той страда от травма на коляното, а в един участък е видян да се държи за полицейски мотоциклет. Бил е изостанал от основната група и е имал намерението да достигне зона за хранене и да се оттегли от състезанието. Затова че се е държал за мотоциклет, той бива дисквалифициран от състезанието. По време на първия си сезон със Sky, най-добрият му резултат е при Tour du Haut Var, където завършва девети в генералното класиране. Той също така завършва втори на Британското национално първенство по бягане по часовник през 2010 г., показвайки възможностите си в тази дисциплина. През октомври представя Англия на Игрите на Британската общност в Делхи, завършвайки пети в бягането по часовник на 40 km, 2 минути и 20 секунди след победителя Дейвид Милар.

### 2011: Пробив
Ранните акценти от сезон 2011 за Фрум са във финиширанията му в Топ 15 при Обиколката на Кастилия и Леон и Обиколката на Романдия. Фрум претърпява смесена Обиколка на Швейцария, карайки с групата на водачите в някои планински етапи, но въпреки това губейки време при други и финиширайки на девето място в последното бягане по часовник.
Фрум влиза в Обиколката на Испания като основен грегар на Брадли Уигинс в планинските етапи. След като е бил неразделен от Уигинс през първата седмица, той получава адмирации за карането си в етап 9, където помага да се закрие атака в последното изкачване и финиширайки на пето място, 3 секунди след Уигинс, което оставя и двамата в Топ 20 на генералното класиране. На следващия ден, в етап 10 Фрум изпреварва Уигинс и завършва втори в бягането по часовник след Тони Мартин, добивайки непредвидена преднина в състезанието. Фрум изразходва средно 405 вата в продължение на 56 минути в това бягане по часовник, доказвайки се като силен часовникар. По време на етап 11 той помага на отбора си да неутрализира някои атаки, но скоро се оказва неспособен да следва основната група. Въпреки това той успява да се задържи на второ място в генералното класиране.
След като губи фланелката си в полза на Уигинс в единадесетия етап, Фрум продължава да кара в подкрепа на водача си. В етап 14 той помага с отстраняването на съперници, сред които Винченцо Нибали и Хоаким Родригес в последното изкачване. Уигинс отдава своята преднина на Фрум в етап, където Фрум се изкачва до втори в класирането. В трудния етап 15 Фрум води надпреварата за етапен победител с Хуан Хосе Кобо от Geox–TMC, който взема генерална преднина към края на деня, най-вероятно заради предавките на велосипедите на Фрум и Уигинс, които са твърде високи за градиентите. Фрум излиза по-силен от Уигинс, финиширайки преди него на четвърто място, но 48 секунди след Кобо, запазвайки второто си място в генералното класиране.
В етап 17 Фрум атакува Кобо на 1 km от върха на финала, но Кобо отвръща на атаката, прихващайки Фрум в последните 300 метра, само за да види как Фрум атакува отново за да спечели етапа и да финишира 1 секунда преди Кобо. В резултат от времевите бонуси, Фрум намалява преднината на Кобо до 13 секунди. Фрум не успява да намали преднината му повече и финишира втори в генералното класиране на Обиколката, наравно с вторите места на Робърт Милар през 1985 и 1986 г., като най-добро финиширане на британски колоездач във Вуелтата и най-добро представяне на британски колоездач на Гранд Тур.
Имаше непостоянство при него. Въпросът беше не защо той е добър, въпросът беше защо виждахме само проблясъци. Защо той не е такъв през цялото време? Когато болестта бе разкрита, ретроспективно, тогава всичко придоби смисъл.
След Вуелтата става ясно, че Фрум е бил болен през годината от паразитното заболяване шистозомиаза, като бива диагностициран през 2010 г. След това тръгват спекулации, че Фрум може би е имал паразита през по-голямата част от живота си като възрастен и от ранните години на кариерата си като велосипедист. Откритието и последвалото лечение на болестта обясняват бързото изкачване на Фрум до добрата му форма през 2011 г. На 16 септември 2011 г. Фрум подписва нов 3-годишен договор със Sky. Той е част от британския отбор, който помага на Марк Кавендиш да спечели Световното първенство по шосейно колоездене през 2011 г. През октомври Фрум завършва трети в генералното класиране в първото издание на Обиколката на Пекин, 26 секунди след победителя, Тони Мартин.

### 2012: Супер грегар
Ранната част на сезон 2012 за Фрум е провалена от болест. Той се оттегля от Volta ao Algarve със сериозна инфекция на гърдите, а кръвните изследвания показват, че инфекцията му с шистозомиаза се е завърнала. През март докато тренира, Фрум се сблъсква със 72-годишен пешеходец. Завръща се към състезаването през май за Обиколката на Романдия, където помага на Уигинс да спечели състезанието в генералното класиране, преди да участва в тренировъчен лагер на връх Тейде, Тенерифе с няколко от съотборниците си.
Фрум е избран за отбора на Sky в Обиколката на Франция. След като завършва 11-и в пролога, той спуква гума на 14,5 km преди края на етапа и губи с над минута след водача Фабиан Канчелара. В етап 3 Фрум катастрофира на финиша в Булон сюр Мер и е запратен в обезопасителните бариери, но е невредим и му е дадено същото време като победителя Петер Саган от Liquigas–Cannondale. В етап 7, финиширайки на върха на изкачване, той предпазва лидера си, Уигинс, и е част от малка група, която се показва на финалната линия. Кадел Еванс атакува, но Фрум му се опира и спечелва етапа с преднина от 2 секунди пред Еванс. Фрум взема преднина в планинската класация. С това си действие той поема фланелката на точки, но я губи от Фредерик Кесякоф от Астана на следващия ден. Фрум финишира втори след Уигинс в деветия етап, индивидуално бягане по часовник, и се придвижва до трето място в генералното класиране.
В етап 11 Фрум води цял ден в планините пред или около групата, поставяйки темпо за неговия лидер Уигинс, но е принуден да си вземе две почивки по време на по-равните и бързи участъци, изпадайки зад групата на Уигинс, оставяйки Уигинс отпред. Обаче Фрум се възстановява добре и в изненадваща ситуация, поради привидно объркани отборни заповеди, той атакува останалата група в последното изкачване, точно когато Уигинс се отпуска след трудна надпревара с Нибали, 4 km преди финиша. Впоследствие получава заповед от отборния мениджър да изчака Уигинс с жълтата фланелка. Финишира трети в етапа. За усилията си в помощ на Уигинс, Фрум е възхваляван в медиите като супер грегар. В етап 17 Фрум и Уигинс завършват съответно втори и трети на последния планински етап, за да заздравят допълнително позициите си в генералното класиране, въпреки че Фрум многократно изчаква Уигинс на финалното изкачване, което му коства шанса да спечели състезанието. В етап 19, бягане по часовник, Фрум завършва втори след Уигинс. Уигинс печели Обиколката, а Фрум се нарежда втори, което ги прави първите двама британски колоездачи, изкачили се на подиума на Тур дьо Франс в 109-годишната му история (въпреки че Уигинс завършва на четвърто място през 2009 г. и по-късно е изкачен до трето място, след като резултатите на Ланс Армстронг са анулирани през 2012 г.).
Фрум, заедно със съотборниците си от Sky: Уигинс, Каведниш, Милар и Иан Стандарт, са избрани за британския отбор по шосейно колоездене на Летните олимпийски игри през 2012 г. Фрум и Уигинс също се състезават в категория бягане по часовник на олимпиадата. Фрум печели бронзов медал в бягането по часовник, а съотборникът му Уигинс печели златото. Фрум е избран за лидер на Team Sky в Обиколката на Испания през 2012 г., където той цели да се представи по-добре отколкото през 2011 г. и да спечели първия си Гранд Тур. Той е трети след първия планински финал в етап 3, и се придвижва до втора позиция в етап 4, след като водачът, Алехандро Валверде, пада и губи 55 секунди от гонещата група. Фрум пак се връща на трето място по време на часовника в единадесетия етап, 16 секунди след лидера Родригес. След това губи още 23 секунди в етап 12, което го сваля с 51 секунди надолу. Той се бори през останалата част от състезанието. Завършва четвърти в генералното класиране, над 10 минути след победителя, Алберто Контадор (Тинкофф-Саксо).

### 2013: Първа победа в Обиколката на Франция
Сезон 2013 за Фрум започва с Обиколката на Оман, където повежда в четвъртия етап и завършва втори след Родригес във финалното планинско изкачване в Хаджар. Фрум печели следващия етап, след като задминава Контадор и Родригес. Завършва състезанието, печелейки в генералното класиране с 27 секунди преднина пред Контадор. Това е първата му многоетапна победа в кариерата. Също така печели класирането по точки.
По-късно Фрум води Team Sky на Тирено-Адриатико през март 2013 г., където печели етап 4, след като парира атака на Контадор, Нибали и Мауро Сантамброджио на финалното изкачване. Фрум губи време от крайния победител Нибали в предпоследния етап, завършвайки втори.
Фрум се завръща във форма и се изкачва на първо място в Критериум Интернасионал 2013. След като завършва четвърти в краткия часовник през втория етап, той изпреварва съотборника си Ричи Порт и печели третия и последен етап. Така той задминава Порт в генералната класация.
В края на април Фрум печели пролога от 7,5 km на Обиколката на Романдия в Швейцария, вземайки фланелката на водача с шест секунди пред Андрю Талански от Garmin–Sharp. Остава с фланелката през цялото състезание, увеличавайки преднината си пред съперниците до почти минута със силно участие в предпоследния и най-труден етап от състезанието. Към края на етапа, след като губи поддържащите го колоездачи в групата, Фрум сам настига откъсналия се Симон Шпилак и използва попътната му въздушна струя, за да поддържа и увеличи преднината си пред групата и да подобри позициите си в генералното класиране. Шпилак печели етапа, който го изстрелва на второ място в класирането. В последното индивидуално бягане по часовник Фрум грабва трето място, удължавайки преднината си и печелейки третото си състезание за сезона.
Последната загрявка на Фрум преди Обиколката на Франция 2013 е Критериум дю Дофине в началото на юни. Държи втора позиция в класирането зад Роан Денис от Garmin–Sharp, след като става трети в часовника в четвъртия етап. Фрум печели петия етап, след като спира късна атака на Контадор, и повежда с 52 секунди пред съотборника си Ричи Порт. Фрум помага на Порт да затвърди второто си място в седми етап, а в осмия етап двойката се откъсва от съперниците си във финалното изкачване, като само Талански успява да ги последва. Фрум остава втори в етапа след Алесандро де Марки от Cannondale, който започва атаката си по-рано, за да затвърди победата си. Това е четвъртата победа за Фрум в голямо многоетапно състезание от сезона, след като е взел участие в пет.
Обиколката на Франция започва нервно за Фрум, тъй като пада в неутралната зона на първия етап в Корсика, но остава невредим. Също така той избягва падане в голяма катастрофа към края на етапа. След като кара безаварийно през останалата част от седмицата, Фрум печели осми етап, първи планински етап от състезанието, атакувайки след като съотборниците му Питър Кенак и Ричи Порт са атакували по-рано Найро Кинтана от Movistar и са дистанцирали повечето от съперниците на Фрум. Разликата на Фрум в етапа е 51 секунди пред Порт и 85 секунди пред Валверде. Така Фрум застава начело в генералното класиране на Обиколката за пръв път, както и да поведе в планинската класация. В следващия етап обаче Фрум остава изолиран, тъй като никой от съотборниците му не е в състояние да парира ранните атаки на колоездачите от Garmin–Sharp, Movistar Team и Saxo–Tinkoff. Въпреки че е без никаква отборна подкрепа през по-голямата част от етапа, Фрум успява да защити преднината си, парирайки няколко атаки на Кинтана и Валверде. След това финишира втори в индивидуалното бягане по часовник в етап 12, 12 секунди след Тони Мартин. Все пак в етап 13 от Saxo-Tinkoff предизвикват разполовяване на групата, поради силни ветрове, което Фрум пропуска. Контадор и Роман Кройцигер от Saxo–Tinkoff и Лауренс тен Дам и Бауке Молема от Belkin Pro Cycling се обединяват и вземат 69 секунди от преднината на Фрум, въпреки че Валверде губи над 10 минути и отпада от съперничеството.
Фрум печели етап 15, завършващ на Мон Ванту. Кенах и Порт отпадат като претенденти за водачи, освен Контадор в ранната част на изкачването, преди Фрум да се изстреля убедително на 7 km от финала и настига Кинтана, който атакува по-рано на изкачването. Двойката работи заедно, за да увеличат времето на противниците си, преди Фрум да изпревари Кинтана на 1,2 km от финала и да кара сам до края. Това дава на Фрум преднина от 4 минути и 14 секунди пред Молема, който е на второ място. Фрум затвърдява преднината си и в планинската класация. Той печели часовниковия етап 17, завършвайки 32-километровия пробег за 51 минути и 33 секунди, с Контадор 9 секунди след него на второ място. Фрум защитава преднината си по време на алпийските етапи, подобрявайки времената си, след като Молема и Контадор отпадат.
Фрум печели генералната класация на 21 юли с време от 83 часа, 56 минути и 40 секунди. Той е с 4 минути и 20 секунди пред втория Кинтана. Също така е Крал на планините за 6 етапа, но в крайна сметка губи от Кинтана в тази класация. Цялостната и етапните победи на Фрум на Тур дьо Франс го поставят начело на световната класация с 587 точки, следван от Саган с 409. Частично защото Обиколката през 2013 г. е първата откакто Ланс Армстронг признава, че е употребявал допинг, подобни въпроси са задавани и на Фрум. Той настоява, че той и отборът му са чисти, и заявява, че подобни въпроси го натъжават. Фрум е тестван за употреба на допинг 19 пъти по време на Обиколката на Франция и директорът на Team Sky, Дейв Брейлсфорд, предлага на Световната антидопингова агенция всичките данни за представянето на Фрум като доказателство.
През октомври Фрум е обявен за печеливш на пристижната награда „Златен велосипед“ за най-добър колоездач на годината.

### 2014: Защитаващ шампион
Като защитаващ шампион за първи път, Фрум започва своя сезон 2014, спечалвайки Обиколката на Оман. След някои дребни болести и проблеми с гърба, което ще рече, че пропуска Тирено-Адриатико, неговото следващо многоетапно състезание е Обиколката на Романдия 2014, пак като защитаващ шампион, която той печели с 28 секунди преднина пред Шпилак. Той също така печели последния етап от състезанието, индивидуално бягане по часовник с дължина 18,5 km, завършвайки с една секунда по-бързо от трикратния шампион по часовник Мартин. За да отпразнува местенето на Обиколката на Франция от Великобритания към Франция през юли, Фрум кара велосипеда си през тунела под Ла Манш, ставайки първият колоездач, преминал го сам, и един от малкото колоездачи, които са го преминали. Преминаването му му отнема под час, с максимална скорост от 64 km/h – по-бързо от повечето фериботи, плаващи над тунела.
Фрум пада по време на петия етап от Обиколката на Франция през 2014 г., след като вече е падал три пъти от началото на състезанието. Това слага край на защитата му на короната на Обиколката. Завръща се навреме за да се съревновава с Алберто Контадор по време на Обиколката на Испания 2014, като е много упорит в планинските етапи, но губещ малко време в първото индивидуално бягане по часовник. Преди последния етап, късо и равно 10-километрово бягане по часовник, Фрум е на второ място зад Контадор, с 97 секунди разлика. В крайна сметка завършва втори и е награден с наградата за обща борбеност.

### 2015: Втора победа в Обиколката на Франция
През сезон 2015 Фрум решава да разнообрази като взема участие в Обиколката на Андалусия през февруари. В същото състезание участва и Алберто Контадор, като това е първото им участие в тази обиколка. Началото на състезанието не се развива добре за Фрум, защото той губи време от Контадор в началните етапи. Той губи 27 секунди от Контадор с оставащ само един планински етап и по всичко личи, че ще завърши втори. По време на четвъртия етап обаче отбора на Скай се проявява. Темпото, което налагат, оставя Контадор без съотборници. Испанецът е принуден да отбие серия от атаки, направени от съотборниците на Фрум, което го изтощава и не му позволява да отбие атаката на самия Крис Фрум, който печели етапа и успява да направи 29 секунди разлика, което го извежда на първото място в генералното класиране с 2 секунди преднина. Последният пети етап е равнинен и Фрум без проблеми завършва състезанието като победител. За трети пореден сезон, Фрум печели първото състезание в което участва.
За втора поредна година пропуска Тирено-Адриатико поради заболяване. По-късно участва в класиката Флеш Валон, но претърпява лошо падане, което го лишава от шанса да спечели състезанието. Въпреки това той завършва състезанието, макар и на цели 12 минути от победителя Алехандро Валверде. По-късно през сезона Фрум се състезава в обиколката на Романдия с цел да спечели за трета поредна година, но в крайна сметка трябва да се задоволи с третото място, класирайки се зад победителя Илнур Закарин и втория Саймън Шпилак, и двамата от отбора на Катюша.
През месец юни в подготовката си за Тур дьо Франс, Фрум участва в Критериум дю Дофине. Успява да спечели кралския седми етап благодарение на две последователни атаки в последното изкачване. Времето, което прави на Тиджей ван Гардерен, е достатъчно за да спечели генералното класиране след края на състезанието.
Фрум започва Тур дьо Франс като фаворит за спечелването на обиколката. Фрум облича жълтото трико след като печели третия етап, излизайки на една секунда пред Тони Мартин. Следващия етап Тони Мартин си връща жълтото трико, но претърпява падане в края на шестия етап, което го изхвърля от състезанието. Фрум отказва да облече жълтото трико по време на седмия етап. През първия почивен ден отбора на Скай излиза с изявление, че някой е извлякъл и пуснал в мрежата техническите данни за тренировките и състоянието на Крис Фрум. Тези данни предизвикват много спекулации около Фрум, които в хода на състезанието ескалират. Фрум прави своя голям удар по време на десетия етап, когато прави силна атака, която оставя главните му съперници далеч назад. До края на състезанието Фрум и съотборниците му търпят много провокации от страна на публиката. В единия от етапите зрител от публиката удря в ребрата главния му грегар – австралиеца Ричи Порт, а друг зрител хвърля урина по самия Крис Фрум. Отборът на Скай пуска публично данните за ватовата мощ на Фрум от десетия етап в опит да опровергае спекулациите, че Фрум ползва допинг. До края на състезанието Фрум успява да задържи жълтото трико, въпреки че през третата седмица на два пъти губи секунди от главния си преследвач Найро Кинтана. Освен жълтото трико Фрум печели и класирането за най-добър катерач, което го прави първия британец печелил фланелката на червени точки след Роберт Милар през 1984. Освен това е и шестият колоездач, който печели жълтата фланелка и тази за най-добър катерач в една година и първият, който го постига след легендата Еди Меркс.
През август Фрум потвърждава участието си в Обиколката на Испания. По време на първите етапи, завършващи на изкачване Фрум губи време от главните си опоненти, но в следващите няколко етапа успява да навакса. По време на единадесетия етап след падане, Фрум се блъска в дървена бариера малко преди началото на последното изкачване за деня. Въпреки това той завършва етапа, но на следващия ден трябва да напусне състезанието след като се установява, че има счупване на единия крак.

### 2016: Трета победа в Обиколката на Франция
Малко преди началото на сезона Фрум обявява, че си поставя три основни цели – Победа в Тур дьо Франс и победи в индивидуалното бягане по часовник и състезанието по шосейно колоездене на олимпийските игри в Рио. Сезонът му започва с участие в Herald Sun Tour, провеждан в Австралия. Състезанието се провежда в пет етапа, а Фрум прави своя удар в последния планински етап, където прави соло атака в последното изкачване а деня, което му носи фланелката за победител в генералното класирана, а също така и тази за най-добър катерач. Следващото състезание, в което участва, е Обиколката на Каталония, където завършва на осма позиция. Участието му в Обиколката на Романдия му носи смесени чувства, защото още във втория етап редица проблеми и спукване на гума по време на 20-километрово изкачване го оставят на цели 17 минути зад лидера Найро Кинтана. В предпоследния кралски етап обаче Фрум се присъединява в откъснала се група и успява да се откъсне в последното изкачване, за да спечели етапа. Генералната репетиция за Тур дьо Франс отново е в състезанието Критериум дю Дофине, което Фрум печели с 12 секунди преднина пред Ромен Барде. Това е трета победа на Фрум в това състезание за последните четири години. И голяма заявка за това, че той е в отлична форма за тура.
Фрум използва същата тактика като предишната година с атака още в първия планински етап и отново неговите основни конкуренти нямат отговор и след спечелването на осмия етап Фрум отново облича жълтото трико. По време на дванадесетия етап, Фрум участва в падане заедно с Ричи Порт и Бауке Молема, предизвикано от мотор на организаторите, който е бил принуден да спре внезапно заради зрител. Порт и Молема се качват на велосипедите си и продължават, докато Фрум захвърля велосипеда си и продължава бягайки пеша, докато отборът му успее да донесе нов велосипед. В крайна сметка завършва на минута и половина зад победителя Молема, но след края на етапа и решение на журито му е отсъдено същото време като победителя и това му позволява да запази жълтото трико. До края на състезанието Фрум не претърпява повече спънки, което му носи трета победа в Тур дьо Франс.
След като първата цел за сезона е изпълнена, британецът се съсредоточава изяло в представянето си на Олимпийските игри в Рио. За негово съжаление не успява да постигне целите си в нито едно от двете състезания, но отново печели бронзов медал в индивидуалното бягане по часовник.
Малко след Олимпийските игри, британецът обявява, че ще участва и в Обиколката на Испания. Фрум помага на отбора си да спечели първия етап, който е отборно бягане по часовник, а по-късно печели и етап 11, което се явява и мястото, където е постигнал първата си победа в състезание от Гранд Тур-а през 2011. В края на втората седмица на етап 15, Фрум има лош ден и губи над две минути от главните си конкуренти Найро Кинтана и Алберто Контадор. Въпреки това британецът не се отказва и успява да стопи почти цялата разлика, след като печели с голяма преднина индивидуалното бягане по часовник в етап 19. В края на състезанието завършва на второ място само на 1 минута и 23 секунди след победителя Найро Кинтана, което е перфектен завършек на най-силния му сезон дотогава.

### 2017: Четвърта победа в Обиколката на Франция и първа в Обиколката на Испания
Сезон 2017 започва с участието в еднодневно състезание в чест на Кадел Евънс, където завършва на 49-о място. Следващото състезание, където участва, е Herald Sun Tour. Британецът не успява да повтори успеха си от предната година и в крайна сметка приключва на шеста позиция. След това участва последователно в Обиколката на Каталония и Обиколката на Романдия, където не успява да впечатли с представянето си. Главната репетиция за Тур дьо Франс отново е в Критериум дю Дофине, където се представя добре и завършва на четвърта позиция.
Тур дьо Франс 2017 започва по перфектен начин за Фрум, защото още първият етап е индивидуално бягане по часовник, където възползвайки се от своите добри часовникови умения и специалните трика, разработени специално за етапи от подобен тип, Фрум успява още в началото да направи разлика на преките си конкуренти. Не след дълго облича жълтото трико след отпадането на съотборника му Герант Томас. В това издание на тура обаче Фрум не е толкова доминиращ и в началото на втората седмица той за кратко губи жълтото трико от Фабио Ару. Няколко етапа по-късно обаче силният отбор на Скай си казва думата и Фрум неочаквано прави разлика и отново облича жълтото трико. До края на състезанието никой от конкурентите му не успява да го затрудни сериозно и в крайна сметка след още едно силно каране в бягане по часовник в последния сериозен етап, Крис Фрум печели Обиколката на Франция за четвърти път в своята кариера.
След тази четвърта победа в Тур дьо Франс, Фрум започва и Обиколката на Испания в пореден опит да спечели това състезание. Британецът започва състезанието като супер фаворит за спечелването му. Още в първия етап, който е отборно бягане по часовник, отборът на Скай прави разлика на основните конкуренти на Фрум. До края на първата седмица британецът показва, че се намира в супер форма и продължава да увеличава преднината си на първото място с по няколко секунди почти всеки етап. В последния етап преди първия почивен ден, който завършва на изкачване, Фрум прави атака в последния километър. Нито един от колоездачите не успява да му се противопостави и в крайна сметка британецът печели етапа, увеличавайки преднината си на 36 секунди пред колумбиеца Естебан Чавес. Началото на втората седмица почва добре за Фрум, след като той отново завършва етапа в челни позиции. Британецът се добира до второто място, следван плътно от Винченцо Нибали. Преките му конкуренти до този момент имат лош ден и изостават в класирането, което увеличава преднината на Фрум пред втория на над минута и над две минути пред третия. Дванадесетият етап обаче е лош за Фрум. Британецът пада на два пъти в последните километри и това му коства 42 секунди изоставане от постоянно изкачващия се в класирането Алберто Контадор и 20 секунди от най-близките си конкуренти. В края на втората седмица след двата тежки планински етапа, Фрум запазва преднината си пред Нибали на малко над минута. Tретата и последна седмица започва с етап индивидуално бягане по часовник. За никого не е изненада, че Крис Фрум печели безапелационно етапа с минута пред най-близкия си преследвач в генералното класиране, увеличавайки преднината си на почти две минути. Ден по-късно британецът изпитва известно затруднение и губи 40 секунди от преките си конкуренти, но още в следващия етап успява да навакса 20 от тях. В кралския етап, завърщващ на митичното изкачване Англиру, Крис Фрум не оставя ниакъв шанс на съпрниците си и дори ги изпреварва в края, завършвайки на трета позиция, а етапът е спечелен от Алберто Контадор. Ден по-късно, завършвайки успешно в парадния етап до Мадрид, Фрум най-накрая печели генералното класиране в Обиколката на Испания, ставайки първият колоездач, който печели Тур дьо Франс и Вуелтата в една година.
Сезон 2017 завършва с участие на Световното първенство по шосейно колоездене, проведено в Берген, Норвегия. Крис Фрум участва в отборното бягане по часовник, където отборът на Скай печели бронзовия медал. В индивидуалното бягане по часовник Фрум отново печели бронзов медал, като е почти настигнат от стартиралия 1 минута и 30 секунди по-късно Том Дюмулен, който става и новият световен шампион.

### 2018: Победа в Обиколката на Италия
През ноември 2017 г. Фрум обявява, че възнамерява да участва в Обиколката на Италия през 2018 г. за пръв път от 2010 г. Победа на Джирото би го направила седмият колоездач в света, печелил всички Гранд Турове и третият колоездач, държащ всичките титли на Гранд Туровете в период от 12 месеца. На 5 февруари 2018 г. Фрум обявява, че ще започне сезона си с участие в Обиколката на Андалусия, въпреки призивите да не се състезава, докато делото му не е приключило. Въпреки това организаторът на обиколката Хоакин Куевас твърди, че за него е „удоволствие и чест“ Фрум да се състезава, а Мауро Вени, организаторът на Обиколката на Италия, коментира, че ако Фрум спечели розвата фланелка, той винаги ще бъде победителят за него.
Фрум се записва в Обиколката на Италия като един от фаворитите за спечелване на генералното класиране. Обаче още преди началото на същинското състезание Фрум пада, докато кара на откриващия етап по часовник в Йерусалим. Той завършва въпросния етап на 21-во място, изоставайки с общо 35 секунди зад Том Дюмулен. След края на гонката директорът на Team Sky заявява, че травмата на Фрум при падането е по-зле, отколкото първоначално е изглеждало. До края на етапа, завършващ на Етна, Фрум вече е на 8-а позиция в генералното класиране, минута и 10 секунди зад лидера Саймън Йейтс. По време на 8-ия етап Фрум пада върху ударената си страна, когато задната му гума се подхлъзва при изкачване на влажна настилка. Към края на 9-и етап Фрум вече е изгубил още минута и 17 секунди зад Йейтс, падайки до 11-о място. Първите признаци за възстановяване на Фрум се появяват по време на най-тежкото изкачване от състезанието до този момент, при Монте Зонколан, където той успява да се дистанцира от главните си противници и спечелва етапа. Фрум все още е на разстояние от 3'10" до розовата фланелка. На следващия етап обаче Фрум пак изостава с допълнително минута зад главните претенденти. Щастието му се усмихва, когато състезанието навлиза в третата си седмица. В 16-ия етап от Тренто до Роверето Фрум се представя добре, финиширайки пети в етапа и изкачвайки се до 4-то място в генералното класиране с 4 минути разлика от Йейтс. В 18-ия етап Йейтс започва да показва първите си признаци на изтощение. 19-ият етап е класифициран като най-трудният, включващ три изкачвания във втората половина от етапа.
Вечерта преди етапа, мениджмънтът на Team Sky решава, че проходът Коле деле Финестре би бил идеалното място за оказване на напрежение върху Йейтс: ако даден отбор кара усилено отпред, острите завои биха създали акордеонен ефект в основната група, което би затруднило колоездачите да поддържат темпо и би принудило отборите да захвърлят грегарите си. След това Фрум планира да атакува Дюмулен по време на 8-километровата чакълеста част при върха на изкачването. Изкачващият „влак“ на Team Sky поставят изключително бързо темпо в началото на изкачването: със затрудненията на Йейтс при ниските наклони и 80 km, оставащи до края на етапа, Фрум започва соло атака. Предимството на Фрум нараства през втората половина на етапа, кулминирайки в победа. Още повече етапната победа с над три минути разлика включва и три бонус секунди, с което Фрум поема лидерството в генералното класиране с 40 секунди преднина пред победителя на обиколката от 2017 г., Том Дюмулен. Вземайки максималния брой точки на останалите три изкачвания в етапа, Фрум се придвижва и начело на планинското класиране. Фрум задържа розовата фланелка до последния етап, неутрализирайки няколко атаки на Дюмулен в последните километри и впускайки се в контраатака, добавяйки още 6 секунди към преднината си.
Фрум печели Обиколката на Италия през 2018 г., с което става първият британски колоездач, печелил тази титла, както и първият колоездач след 1983 г., държащ всички титли на Грунд туровете едновременно. Скоро след това се включва в Обиколката на Франция като един от главните фаворити за спечелването ѝ, въпреки големия брой отрицателни реакции на привържениците на състезанието. Падайки в 1-вия и 9-ия етапи и изглеждащ уязвим на няколко други етапа, Фрум измества фокуса си върху това да помага на съотборника си Герайнт Томас като грегар. Фрум завършва на трето място, а Томас печели състезанието.
Въпреки че е защитаващ шампион на Обиколката на Испания, Фрум решава да не участва в състезанието през 2018 г., след като е участвал в четири поредни Гранд тура. Вместо това той участва в Обиколката на Великобритания. Това е последното му участие в сезона, след като избира да не участва на Световното първенство в Австрия, цитирайки физическа и психическа умора като главните причини зад решението си..

### 2019
На 1 януари 2019 г. Фрум обявява, че няма да защитава титлата си на Обиколката на Италия, а ще се фокусира върху Обиколката на Франция с цел да спечели състезанието за пети път. Започва сезона си с Обиколка на Колумбия през февруари. На 12 юни 2019 г. Фрум е приет в болница със счупено дясно бедро, счупен лакът и счупени ребра, след като се сблъсква с висока скорост в стена, докато тренира за 4-тия етап на Критериум дю Дофине. Инцидентът изключва възможността той да участва в Обиколката на Франция през 2019 г.

## Личен живот
През 2009 година, Крис Фрум се запознава с Мишел Кунд, която е южноафриканка с уелски произход. През 2011 се мести да живее в Монако заедно с приятелката си, а през 2013 година те се сгодяват. Двамата сключват брак през 2014, а декември 2015 им се ражда син на име Келън.
Първата си победа в генералното класиране на Тур дьо Франс, Фрум посвещава на майка си, която умира от рак пет седмици преди първото му участие в тура през 2008 година.
През 2016 година Фрум е награден с Орден на Британската империя поради заслугите си в колоезденето.
Фрум е специален посланик на проекта за защита на дивите животни „United for Wildlife“. От средата на 2015 година на горната тръба на рамката на велосипеда на Фрум присъства графика на носорог, което показва отдадеността му за състоянието на този животински вид, която е засилена и от факта, че Фрум е израснал в Африка. Британецът участва и в спортните събития – L'Étape du Tour. Тези състезания дават шанс на състезатели аматьори да преживеят атмосферата на Тур дьо Франс в различни градове по целия свят. През 2016 година, Фрум взема участие в състезания в Лондон, Южна Корея и Австралия.

## Значими успехи
| 2005 1-ви Етап 2 Обиколка на Мавриций 2006 1-ви Обиколка на Мавриций 1-ви Етап 2 и 3 2-ри Anatomic Jock Race 2007 1-ви Ми-Ут ан Бретан 1-ви Етап 5 Джиро Реджони 1-ви Етап 6 Обиколка на Япония 2-ри Берг ен дале 2-ри ИБЧ – Световно първенство по колоездене Б група 3-ти Шосейно колоездене на „Африканските игри“ 8-и Обиколка на Ду 2008 2-ри Генерално класиране Giro del Capo 3-ти Giro dell'Appennino 4-ти Генерално класиране Herald Sun Tour 6-и Генерално класиране Volta ao Distrito de Santarém 2009 1-ви Етап 2 Giro del Capo 1-ви Anatomic Jock Race 4-ти Национално първенство по шосейни колоездене 9-и Gran Premio Nobili Rubinetterie 2010 2-ри Национално първенство по ИБЧ 9-и Генерално класиране Tour du Haut Var 2011 2-ри Генерално класиране Обиколка на Испания 1-ви Етап 17 след Етап 10 3-ти Генерално класиране Обиколка на Пекин 2012 2-ри Генерално класиране Обиколка на Франция 1-ви Етап 7 след Етап 7 3-ти Олимпийски игри ИБЧ 4-ти Генерално класиране Обиколка на Испания 4-ти Генерално класиране Критериум дю Дофине 2013 1-ви Генерално класиране Обиколка на Франция 1-ви Етап 8, 15 и 17 след Етап 8 и 15 – 19 1-ви Генерално класиране Обиколка на Романдия 1-ви Пролога 1-ви Генерално класиране Критериум дю Дофине 1-ви Етап 5 1-ви Генерално класиране Обиколка на Оман 1-ви класиране по точки 1-ви Етап 5 1-ви Генерално класиране Критериум Интернасионал 1-ви Етап 3 2-ри Генерално класиране Тирено-Адриатико 1-ви Етап 4 2-ри UCI World Tour 3-ти Световно първенство по шосейно колоездене – ИБЧ | 2014 1-ви Генерално класиране Обиколка на Романдия 1-ви Етап 5 (ИБЧ) 1-ви Генерално класиране Обиколка на Оман 1-ви Етап 5 Критериум дю Дофине 1-ви класиране по точки 1-ви Етап 1 (ИБЧ) и 2 2-ри Генерално класиране Обиколка на Испания Най-активен колоездач 6-и Генерално класиране Обиколка на Каталония 7-и UCI World Tour 2015 1-ви Генерално класиране Обиколка на Франция 1-ви фланелка за най-добър катерач 1-ви Етап 10 1-ви Генерално класиране Критериум дю Дофине 1-ви Етап 7 и 8 1-ви Генерално класиране Обиколка на Андалусия 1-ви класиране по точки 1-ви Етап 4 3-ти Генерално класиране Обиколка на Романдия 1-ви Етап 1 (ИБЧ) 6-и UCI World Tour 2016 1-ви Генерално класиране Обиколка на Франция 1-ви Етап 8 и 18 (ИБЧ) 1-ви Генерално класиране Критериум дю Дофине 1-ви Етап 5 1-ви Генерално класиране Herald Sun Tour 1-ви фланелка за най-добър катерач 1-ви Етап 4 1-ви Етап 4 Обиколка на Романдия 2-ри Генерално класиране Обиколка на Испания 1-ви Етап 1 (ОБЧ), 11 и 19 (ИБЧ) най-агресивен колоездач за етап 19 3-ти Летни олимпийски игри (ИБЧ) 3-ти Генерално класиране UCI World Tour 8-и Генерално класиране Обиколка на Каталония 2017 1-ви Генерално класиране Обиколка на Франция 4-ти Генерално класиране Критериум дю Дофине 6-и Генерално класиране Herald Sun Tour 1-ви Генерално класиране Обиколка на Испания фланелка за най-добър спринтьор фланелка за най-добре представящ се колоездач във всички класирания 1-ви Етап 9 и 16 (ИБЧ) Най-агресивен колоездач за етап 16 3-ти Световно първенство по шосейно колоездене – OБЧ 3-ти Световно първенство по шосейно колоездене – ИБЧ 2018 1-ви Генерално класиране Обиколка на Италия 1-ви Етап 14 и 19 |

ИБЧ = индивидуално бягане по часовник; ОБЧ = отборно бягане по часовник 

### Класиране в по-големите състезания
| Класиране в състезанията от „Гранд Тур“    |      |      |      |      |      |      |      |      |      |      |      |
| Гранд Тур                                  | 2008 | 2009 | 2010 | 2011 | 2012 | 2013 | 2014 | 2015 | 2016 | 2017 | 2018 |
| Джиро                                      | —    | 36   | ДСК  | —    | —    | —    | —    | —    | —    | —    | 1    |
| Тур дьо Франс                              | 83   | —    | —    | —    | 2    | 1    | НФ   | 1    | 1    | 1    | —    |
| Вуелта                                     | —    | —    | —    | 2    | 4    | —    | 2    | НФ   | 2    | 1    | —    |
| Класиране в по-големите обиколки и класики |      |      |      |      |      |      |      |      |      |      |      |
| Състезание                                 | 2008 | 2009 | 2010 | 2011 | 2012 | 2013 | 2014 | 2015 | 2016 | 2017 | 2018 |
| Тирено Адриатико                           | —    | —    | —    | —    | —    | 2    | —    | —    | —    | —    | 34   |
| Обиколка на Каталония                      | —    | —    | 71   | 61   | —    | —    | 6    | 71   | 8    | 30   | —    |
| Обиколка на Романдия                       | —    | —    | НФ   | 15   | 123  | 1    | 1    | 3    | 38   | 18   | —    |
| Критериум дю Дофине                        | —    | —    | —    | —    | 4    | 1    | 12   | 1    | 1    | 4    | —    |
| Обиколка на Швейцария                      | —    | —    | 47   | —    | —    | —    | —    | —    | —    | —    | —    |

НФ = не финишира; ДСК = дисквалифициран; – = не участва